# Corel PHOTO-PAINT
Corel PHOTO-PAINT is een computerprogramma dat gebruikt kan worden voor het bewerken van rasterafbeeldingen of bitmaps die uit een rechthoekig raster van pixels bestaan. De huidige versie is X5 (15). PHOTO-PAINT is gemaakt voor Windows, maar kan door middel van Wine ook op Linux gebruikt worden. Corel PHOTO-PAINT is een onderdeel van CorelDRAW Graphics Suite en wordt door Corel ontwikkeld.